# Guillaume d'Aubigné (Brito)
Pour les articles homonymes, voir Guillaume d'Aubigny.
Guillaume d'Aubigné (ou d'Aubigny) dit Brito (le Breton) (en anglais : William de Albini) († 1148 ou peu après), lord de Belvoir, fut un baron anglo-normand. Il était surnommé Brito pour le distinguer de son homonyme (en anglo-normand) Guillaume d'Aubigny († 1139), dit Pincerna (le bouteiller), issu des seigneurs de Saint-Martin-d'Aubigny.

## Biographie
Guillaume d'Aubigné est un fils cadet du Breton Main, seigneur de Saint-Aubin-d'Aubigné (Ille-et-Vilaine), et de sa femme normande Adelaïde de Bohun. 
En 1106, Guillaume d'Aubigné participe à la bataille de Tinchebray aux côtés du roi Henri Ier d'Angleterre. Après la capture de son frère aîné Robert Courteheuse, le roi s'empare du duché de Normandie. Guillaume est alors très en faveur auprès du roi-duc. Grâce à son patronage, en 1107, il épouse Cécile, la fille aîné de Roger Bigot († 1107), shérif du Norfolk et officier royal, et d'Alice de Tosny. 
Il tient apparemment des terres dans divers comtés (Lincolnshire, Leicestershire, Essex, Hertfordshire et Northamptonshire), une partie provenant de la dot de sa femme. Au début des années 1130, après la mort de sa belle-mère, sa femme devient cohéritière des possessions des Tosny. Par sa femme, il entre donc en possession d'une partie de l'honneur de Belvoir (Leicestershire). Son quasi-homonyme Guillaume d'Aubigny (le bouteiller), qui est devenu son beau-frère en épousant Maud Bigot, la sœur de Cécile, est l'autre cohéritier.
Guillaume d'Aubigné est un témoin fréquent des chartes royales d'Henri Ier, et à la fin de son règne est juge itinérant dans le Lincolnshire. Après l'accession au trône d'Étienne de Blois en 1135, il continue d'attester des chartes royales concernant le Lincolnshire. 
En novembre 1140, durant la guerre civile entre le roi Étienne et Mathilde l'Emperesse, son château de Belvoir (ou Galclint) devient l'objet de la convoitise du comte Ranulf de Gernon. Ce dernier prend la place forte en l'en expulsant avec sa garnison, et s'empare de l'important trésor qui s'y trouve. Agissant au nom du roi, Alain le Noir, lord de Richmond, le reprend au comte de Chester peu après. En 1146, le roi donne les terres de Guillaume d'Aubigné au comte de Chester. Comme cela ne semble pas être une déchéance, il semble donc que le roi Étienne ait transmis sa suzeraineté sur les terres de Guillaume au comte de Chester afin de s'assurer de son soutien.
Guillaume d'Aubigné vit au moins jusqu'en 1148, date estimée d'une charte de donation à l'abbaye de Pipewell (Northamptonshire). Il est inhumé dans le prieuré de Belvoir, fondé Robert de Tosny, le grand-père maternel de sa femme, et dont lui et sa femme avaient été les bienfaiteurs. Le lieu devient le lieu d'inhumation familial.

## Mariage et descendance
En 1107, il épouse Cécile, la fille aîné de Roger Bigot († 1107), shérif du Norfolk et officier royal, et d'Alice de Tosny. Ensemble ils ont pour descendance connue :
- Guillaume († 1167/68), qui hérite de ses terres[1]. Épouse Mathilde, fille de Robert fitz Richard, lord de Little Dunmow[4] ;
- Raoul († 1191), mort au Siège de Saint-Jean-d'Acre (1191) durant la troisième croisade[1] ;
- deux ou trois autres fils et deux filles[1].

### Sources
- K. S. B. Keats-Rohan, « Aubigné, William d' (d. in or after 1148) », Oxford Dictionary of National Biography, Oxford University Press, 2004. DOI ref:odnb/281.